# Церква Різдва Христового (Галич)
Це́рква Різдва́ Христо́вого — церква в історичній місцевості у м. Галич, збудована у XIII ст.
Церкву реставровано на початку 20 ст.
Входить до складу Національного заповідника «Давній Галич»

## Історія
Точна дата побудови церкви невідома. Науковці датують кінцем XIII століття – початком XV століття. Є припущення, що до неї, на даному місці стояла дерев'яна церква датована XII століттям. У 1349 р. під час завоювання Галичини поляками, останні спалили її. Споруду не одноразово руйнували татари. Наприкінці XVIII століття поряд із церквою Різдва Христового був збудований францисканцями монастир Чесного Хреста. У другій половині XVIII століття храм реставрують і він набуває сучасного вигляду. Нині — діючий собор Греко — католицької церкви.
В радянські часи церква охоронялась як пам'ятка архітектури Української РСР (№ 241). В 2018 році церква визнана об’єктом культурної спадщини національного значення, який внесено до Державного реєстру нерухомих пам’яток України (№ 090019-Н).  

## Архітектура
Першопочатково мала хрестоподібний план. Була типовою на той період, українською трибанною церквою з західним входом. Пізніше були проведені численні перебудови. Дах церкви став двосхилим. Наприкінці 19 століття західний фронтон церкви був виконаний у стилі бароко.
Поруч з церквою — пам'ятник жертвам Талергофського ув'язнення (1929).

## Див також
- Галицький замок;
- Церква Успіння Пресвятої Богородиці (Крилос);
- Церква Різдва Пресвятої Богородиці (Рогатин);
- Санктуарій Матері Божої Цариці миру у Більшівцях;
- Троїцька церква (Обіточне).